# Тайната вечеря (Хавиер Сиера)
Вижте пояснителната страница за други значения на Тайната вечеря.
„Тайната вечеря“ (на испански: La Cena Secreta) е роман на Хавиер Сиера в жанр трилър. През 2004 г. е спечелила литературната награда на град Торевиеха. Издавана е в България.

## Сюжет
Сюжетът се развива докато художникът Леонардо да Винчи рисува картината „Тайната вечеря“. Разказвач е главния герой, Агостино Лейре, който разследва мистериозни писма, получени в Рим. Лейре, като главен инквизитор, разследва източника на тези писма, подозирайки ерес. Той посещава манастира Санта Мария деле Грацие, където се среща с няколко монаси, свещеници и монахини. Но докато е там, той започва да търси истинското значение на „Тайната вечеря“ поради някои подозрителни убийства и слухове. Търсейки отговори, той се натъква на още една загадка - книга, обвита в синя кожа, която е показана в карти таро, оставени от убиеца на няколко мисионери, наричан „Гадателя“.

## Герои
- Агостино Лейре – главен инквизитор на Рим, изпратен да разследва Гадателя
- Беатрис д'Есте – херцогиня, умряла заедно с новороденото си дете
- Леонардо да Винчи – художник, изобретател и писател, нарисувал „Тайната вечеря“
- Отец Алесандро – библиотекар, който помага на Агостино в разследването му
- Брат Бенедето – едноок мохнх, който не е такъв, какъвто иглежда
- Брат Гулиелмо – готвач в Санта Мария
- Брат Джиберто – червенокос монах
- Отец Приор – опитва се да окрие кой е Гадателя заедно с Агостино
- Бернардо Луини – Един от бившите чираци на Леонардо, който сам търси истината
- Марко Форцета – друг бивш чирак на Леонардо